# Stírion
Stírion är en ort i Grekland.   Den ligger i prefekturen Nomós Voiotías och regionen Grekiska fastlandet, i den centrala delen av landet, 100 km nordväst om huvudstaden Aten. Stírion ligger 718 meter över havet och antalet invånare är 1 056.
Terrängen runt Stírion är kuperad söderut, men norrut är den bergig. En vik av havet är nära Stírion åt sydväst. Runt Stírion är det glesbefolkat, med 16 invånare per kvadratkilometer. Närmaste större samhälle är Livadeiá, 14,2 km öster om Stírion. 